# Virginia Wade
Sarah Virginia Wade (n. 10 iulie 1945, Bournemouth, Anglia, Regatul Unit) este o fostă jucătoare profesionistă de tenis britanică. Ea a câștigat trei campionate majore de tenis de simplu și patru campionate majore de dublu și este singura britanică din istorie care a câștigat titluri la toate cele patru competiții majore. Cea mai bună poziție în clasamentul WTA a fost locul 2 mondial la simplu și locul 1 mondial la dublu.
După ce s-a retras din tenisul competițional, ea a antrenat timp de patru ani, și a lucrat ca analist de jocuri și comentator de tenis pentru BBC și Eurosport și CBS în SUA.